# Codi civil
|  | Aquest article tracta sobre els codis civils en general. Si cerqueu el codi civil propi de Catalunya, vegeu «Codi Civil de Catalunya». |

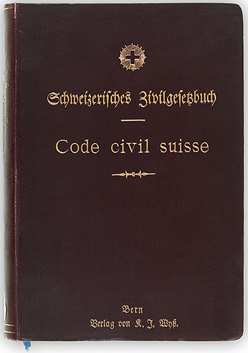
Edició del codi civil suís (1907).

Codi civil és un conjunt unitari, ordenat i sistematitzat de normes de dret privat, és a dir, un cos legal que té per objecte regular les relacions civils de les persones físiques i jurídiques, privades o públiques, en aquest últim cas sempre que actuïn com a particulars, és a dir, desproveïdes d'imperium.
El codi civil és la normativa de capçalera en matèria de Dret Civil, on s'estudien sobretot, el dret de les persones, coses, successions, obligacions, contractes, ....
Aquest codi és legislació estatal, i com a tal, supletori en aquells territoris que gaudeixin del seu propi dret foral (a més del Principat de Catalunya són País Basc, Illes Balears, País Valencià, Galícia, Aragó, Navarra, Baylío). N'és un exemple clar Catalunya, on existeix el Codi Civil de Catalunya al qual la població ha de dirigir-se quan té un problema de caràcter civil. En cas que la solució a aquest problema no es trobi recollida al Codi català, actuarà supletòriament el codi civil estatal.
El Codi Civil de l'Estat Espanyol és una còpia del Code Civil promulgat per Napoleó en 1804, i data de l'any 1889. Té 1976 articles, la majoria dels quals es troben desfasats degut a la seva antiguitat (al Codi sovint es troba la frase: "amb la diligència d'un bon pare de família" per fer referència a la bona fe que sempre ha de regir en el dret).
El codi civil mai ha estat totalment revisat, sinó parcialment reformat per adaptar-lo (per exemple llei del divorci) o per derogar alguns articles.

## Llista de codis civils
| País                                            | Nom                                                                           | Data d'entrada en vigor                                                                      | Estatus actual | Notes |
| ----------------------------------------------- | ----------------------------------------------------------------------------- | -------------------------------------------------------------------------------------------- | -------------- | --- |
| Argentina                                       | Código Civil de la República Argentina (Codi Civil de la República Argentina) | • Promulgat: 1869 • En vigor: 1871                                                           | En vigor       | — |
| Àustria                                         | Allgemeines bürgerliches Gesetzbuch                                           | 1812                                                                                         | En vigor       | — |
| Baviera                                         | Codex Maximilianeus bavaricus civilis                                         | 1756                                                                                         | Derogat        | — |
| Bèlgica                                         | Burgerlijk Wetboek (Codi Civil)                                               | 1838                                                                                         | Derogat        | — |
| Catalunya                                       | Codi Civil de Catalunya                                                       | • Llibre Primer: 2002 • Segon: 2010 • Tercer: 2008 • Quart: 2008 • Cinquè: 2006 • Sisè: 2017 | En vigor       | • Substituí la major part de la Compilació de Dret Civil de Catalunya, diverses lleis especials i dos codis parcials • Vegeu: Llibre Primer (Text oficial consolidat), • Llibre Segon (Text oficial consolidat), • Llibre Tercer (Text oficial consolidat), • Llibre Quart (Text oficial consolidat), • Llibre Cinquè (Text oficial consolidat) • Llibre sisè (Text oficial consolidat) |
| Egipte                                          | Codi Civil egipci                                                             | 1948                                                                                         | En vigor       | — |
| Espanya                                         | Código Civil (Codi Civil)                                                     | 1889                                                                                         | En vigor       | — |
| Filipines                                       | Codi Civil de les Filipines                                                   | 1950                                                                                         | En vigor       | Basat en el codi civil espanyol, en vigor entre 1889 i 1949 |
| França                                          | Code civil des Français (Codi Civil dels francesos)                           | 1804                                                                                         | En vigor       | Anomenat originalment "Code Napoléon" i actualment "Code civil", fou el model en el qual s'inspiraren la majoria de codis civils del continent europeu |
| Alemanya                                        | Bürgerliches Gesetzbuch (Codi Civil)                                          | 1900                                                                                         | En vigor       | — |
| Grècia                                          | Αστικός Κώδικας (Codi Civil)                                                  | 1946                                                                                         | En vigor       | — |
| Itàlia                                          | Codice Civile (Codi Civil)                                                    | 1924                                                                                         | En vigor       | — |
| Japó                                            | Minpō, 民法 (Codi Civil)                                                      | • Parts 1-3: 1896 • Parts 4-5: 1898                                                          | En vigor       | — |
| Louisiana                                       | Civil Code of the State of Louisiana (Codi Civil de l'Estat de Lousiana)      | 1825                                                                                         | En vigor       | — |
| Mesopotàmia                                     | Codi d'Hammurabi                                                              | c. 1780 aC                                                                                   | Derogat        | — |
| Països Baixos                                   | Burgerlijk Wetboek (Codi Civil)                                               | 1838                                                                                         | En vigor       | Darrera revisió important: 1992 |
| Polònia                                         | Kodeks cywilny (Codi Civil)                                                   | 1964                                                                                         | En vigor       | Text oficial en polonès Arxivat 2015-12-22 a Wayback Machine. |
| Portugal                                        | Código Civil (Codi Civil)                                                     | 1966                                                                                         | En vigor       | — |
| Plantilla:Country data Prússia Regne de Prússia | Allgemeines Landrecht (Llei General de la Terra)                              | 1794                                                                                         | Derogat        | Fou un codi extremadament dens, amb uns 19000 articles |
| Quebec                                          | Code civil du Québec (Codi Civil del Quebec)                                  | • Codi Civil del Baix Canadà: 1865 • Codi Civil del Quebec: 1994                             | En vigor       | — |
| República Txeca                                 | Občanský zákoník (Codi Civil)                                                 | 2012                                                                                         | En vigor       | — |
| Romania                                         | Codul civil al României (Codi Civil de Romania)                               | • Promulgada: 2009 • En vigor: 2011                                                          | En vigor       | — |
| Sèrbia                                          | Грађански законик (Codi Civil)                                                | 1844                                                                                         | En vigor       | Elaborat per Jovan Hadžić |
| Suïssa                                          | Zivilgesetzbuch                                                               | 1907                                                                                         | En vigor       | — |
| Tailàndia                                       | Codi Civil i Mercantil                                                        | • Llibres 1r-2n: 1923, en vigor des de 1925 • 3r: 1925 • 4t: 1930 • 5è: 1935 • 6è: 1935      | En vigor       | — |
| Ucraïna                                         | Codi civil ucraïnès                                                           | 2004                                                                                         | En vigor       | — |
| Xile                                            | Código Civil (Codi Civil)                                                     | • Promulgat: 1855 • En vigor: 1 de gener de 1857                                             | En vigor       | Redactat en gran part per Andrés Bello, basant-se principalment en els codis de Colòmbia i de l'Equador |